# سیورودونتسک
سیورودونتسک (به روسی: Сєверодонецьк) شهری در استان لوهانسک در کشور اوکراین است. جمعیت این شهر برابر با ۱۰۱,۱۳۵ (۲۰۲۱ تخمینی) نفر است.

## نگارخانه

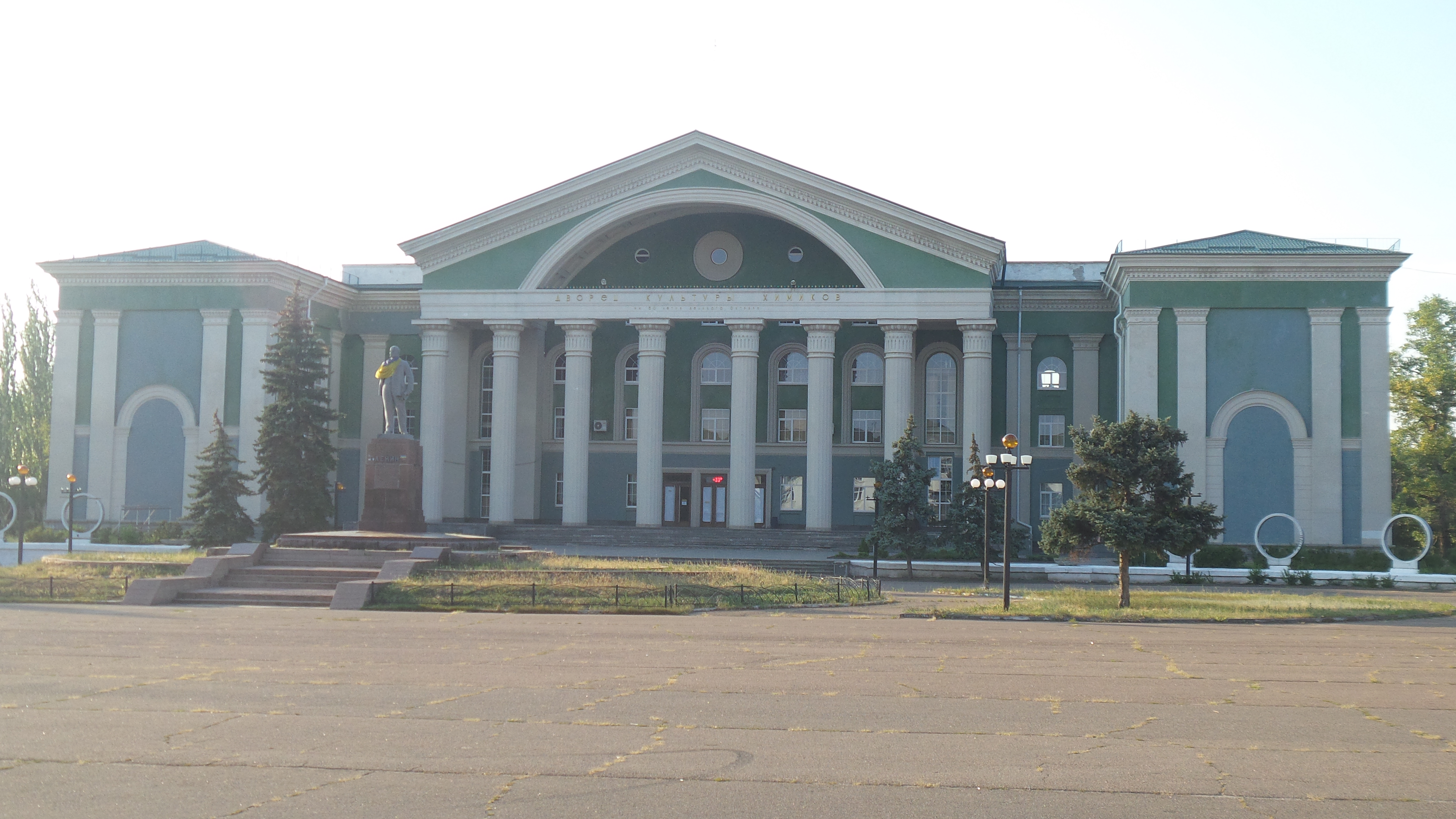
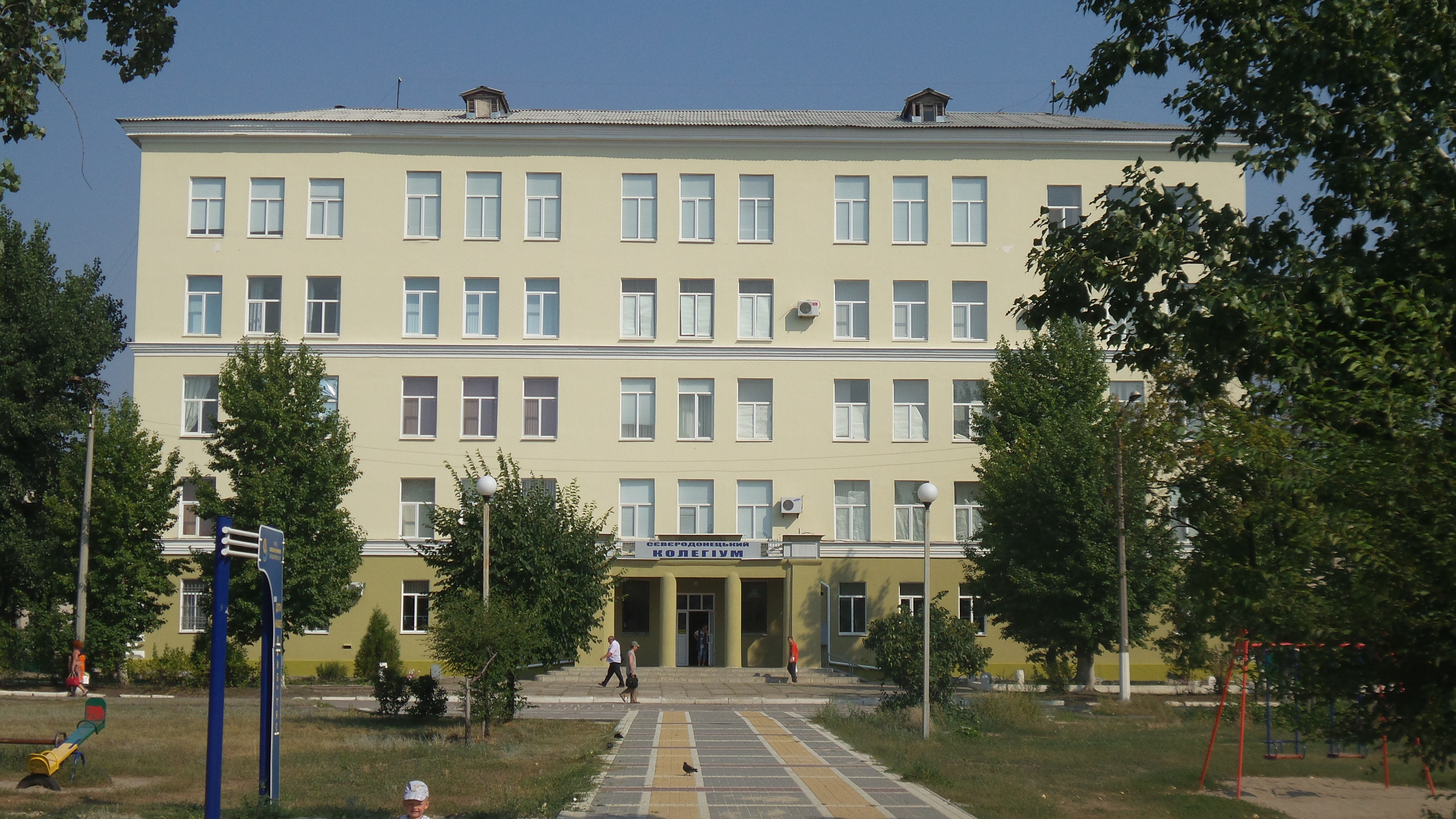
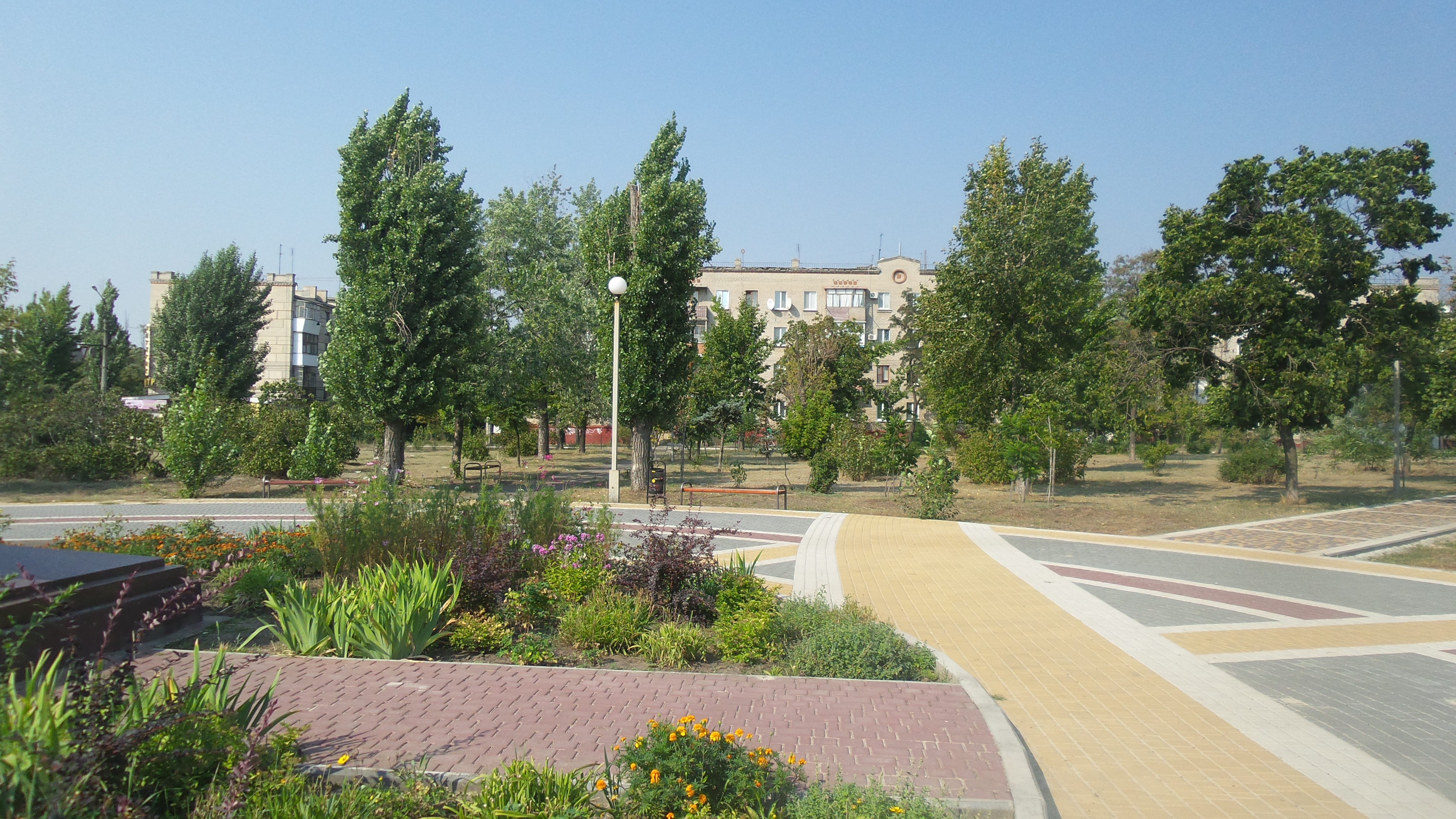
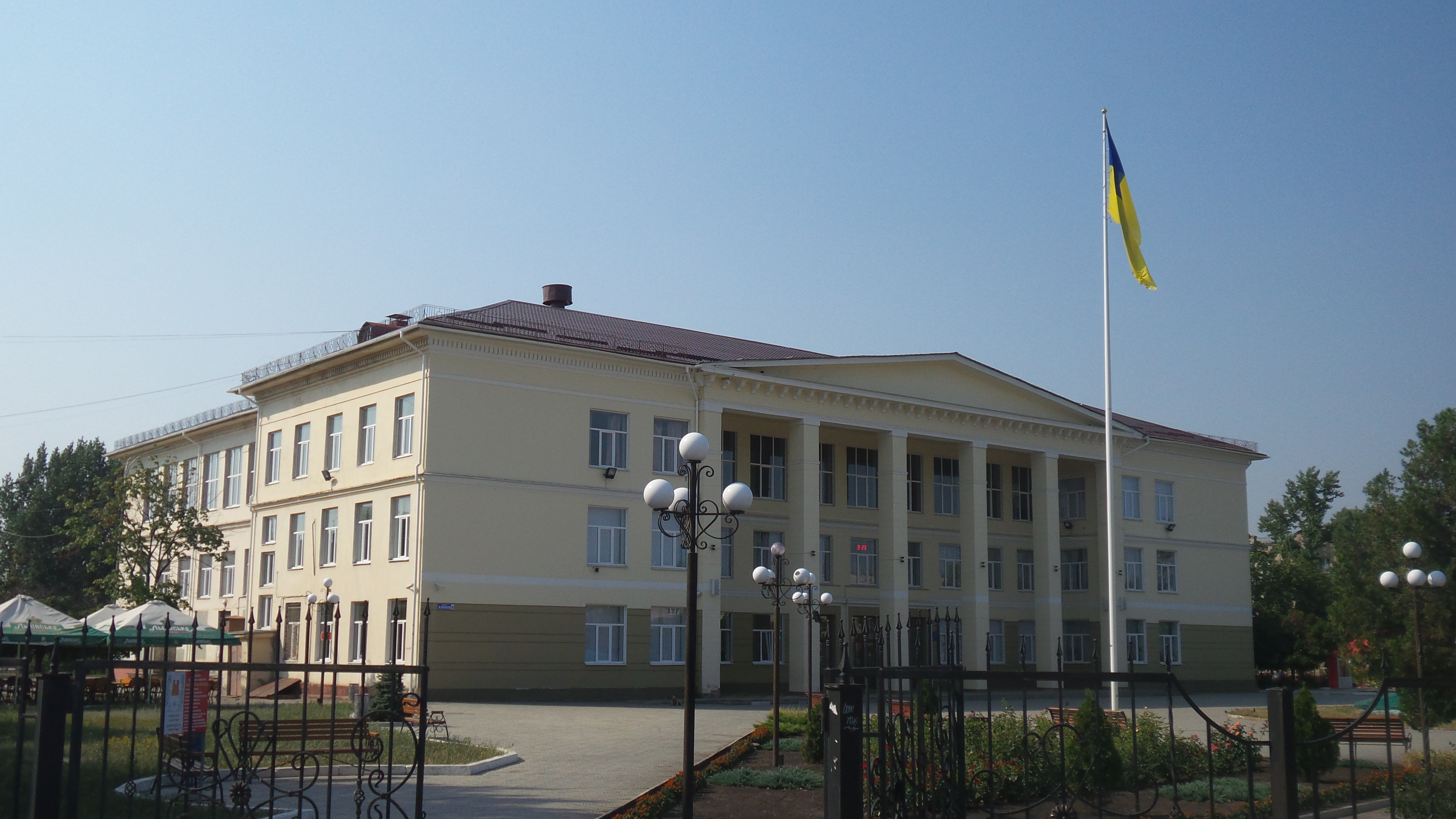
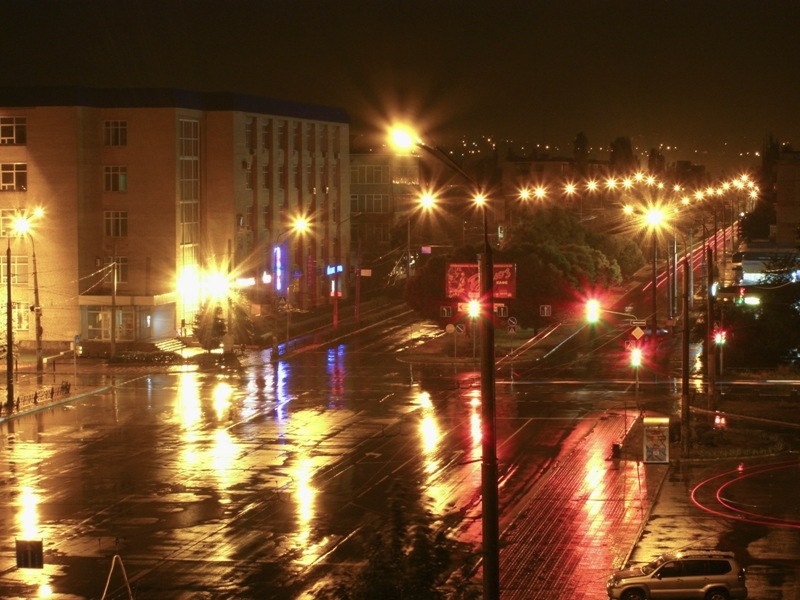
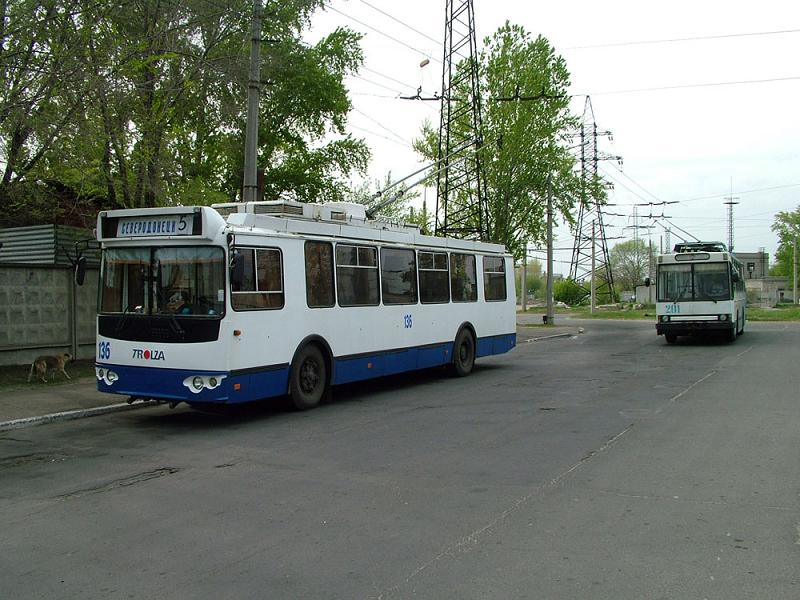